# Juhász Endre
Juhász Endre (Nagykörű, 1944. július 12. –) magyar jogász, diplomata, volt miniszter, az Európai Bíróság bírája.

## Tanulmányai
1962-ben érettségizett, majd felvették a József Attila Tudományegyetem Jogtudományi Karára, ahol 1967-ben szerzett jogi doktorátust. Emellett a Strasbourg-i Egyetemen nemzetközi összehasonlító jogot hallgatott.

## Rendszerváltás előtti pályafutása
A diploma megszerzése után a Külkereskedelmi Minisztériumban kapott előadói állást, majd 1973-ban kinevezték a jogszabály-előkészítő osztály vezetőjévé. Egy évvel később a brüsszeli kirendeltség titkára lett. 1979-ben tért haza, amikor újra a Külkereskedelmi Minisztérium osztályvezetőjévé nevezték ki. 1983-ban kiküldték a washingtoni kereskedelmi alkirendeltséghez, melynek vezetője lett. 1989-ben rövid időre a fejlett ipari országok államközi főosztályának helyettes vezetője volt, majd ugyanebben az évben főosztályvezető lett.

## Rendszerváltás utáni pályafutása
1992-ig viselte főosztályvezetői tisztségét, majd a Nemzetközi Gazdasági Kapcsolatok Minisztériumának főtitkára és az európai ügyek hivatalvezetője lett. 1993-ban a minisztérium közigazgatási államtitkárává nevezték ki. A Horn-kormány hatalomra kerülése után az Ipari és Kereskedelmi Minisztérium címzetes államtitkára és szintén az európai ügyek hivatalvezetője lett. 1995-ben Magyarország az Európai Unióhoz akkreditált nagykövete lett. Ilyen minőségében 1998-tól a csatlakozási tárgyalások főtárgyalója is volt. 2003-ban Medgyessy Péter miniszterelnök behívta kormányába az újonnan kialakított európai integrációs ügyekért felelős tárca nélküli miniszteri posztra. 2004-ben az Európai Unió Bíróságának tagja lett, emiatt lemondott miniszteri posztjáról.

## Családja
Nős, egy felnőtt lánygyermek édesapja.

## Díjai, elismerései
- Honoris causa Jedlik Ányos-díj (2002)
- A Magyar Köztársasági Érdemrend középkeresztje a csillaggal (2003)